# Rally del Portogallo 2019
Il Rally del Portogallo 2019, ufficialmente denominato 53º Vodafone Rally de Portugal, è stata la settima prova del campionato del mondo rally 2019 nonché la cinquantatreesima edizione del Rally del Portogallo e la trentanovesima con valenza mondiale. La manifestazione si è svolta dal 31 maggio al 2 giugno sugli sterrati che attraversano territori situati sia nella Região Centro, dove si gareggiò nella prima giornata, e soprattutto nella Região Norte, in cui si svolse il resto della corsa; il parco assistenza per i concorrenti venne allestito come di consueto a Matosinhos, nel distretto di Porto.
L'evento è stato vinto dall'estone Ott Tänak, navigato dal connazionale Martin Järveoja, al volante di una Toyota Yaris WRC della squadra Toyota Gazoo Racing WRT, davanti alla coppia belga formata da Thierry Neuville e Nicolas Gilsoul, su Hyundai i20 Coupe WRC della scuderia Hyundai Shell Mobis WRT, e a quella francese composta da Sébastien Ogier e Julien Ingrassia, su Citroën C3 WRC del team Citroën Total WRT.
I finlandesi Kalle Rovanperä e Jonne Halttunen, sulla debuttante Škoda Fabia R5 Evo della squadra Škoda Motorsport, hanno invece conquistato la vittoria nella categoria WRC-2 Pro, mentre i francesi Pierre-Louis Loubet e Vincent Landais hanno vinto la classe WRC-2 alla guida di una Škoda Fabia R5.

## Risultati

### Classifica
| Pos.      | Nº       | Pilota              | Copilota          | Auto                  | Squadra                 | Classe          | Tempo     | Distacco | Punti    |
| Generale  | Generale | Generale            | Generale          | Generale              | Generale                | Generale        | Generale  | Generale | Generale |
| --------- | -------- | ------------------- | ----------------- | --------------------- | ----------------------- | --------------- | --------- | -------- | -------- |
| 1.        | 8        | Ott Tänak           | Martin Järveoja   | Toyota Yaris WRC      | Toyota Gazoo Racing WRT | WRC             | 3h20'22"8 |          | 28       |
| 2.        | 11       | Thierry Neuville    | Nicolas Gilsoul   | Hyundai i20 Coupe WRC | Hyundai Shell Mobis WRT | WRC             | 3h20'38"7 | +15"9    | 22       |
| 3.        | 1        | Sébastien Ogier     | Julien Ingrassia  | Citroën C3 WRC        | Citroën Total WRT       | WRC             | 3h21'19"9 | +57"1    | 20       |
| 4.        | 3        | Teemu Suninen       | Marko Salminen    | Ford Fiesta WRC       | M-Sport Ford WRT        | WRC             | 3h23'04"3 | +2'41"5  | 14       |
| 5.        | 33       | Elfyn Evans         | Scott Martin      | Ford Fiesta WRC       | M-Sport Ford WRT        | WRC             | 3h27'31"1 | +7'08"3  | 10       |
| 6.        | 23       | Kalle Rovanperä     | Jonne Halttunen   | Škoda Fabia R5 Evo    | Škoda Motorsport        | RC2 / WRC-2 Pro | 3h30'57"0 | +10'34"2 | 8        |
| 7.        | 10       | Jari-Matti Latvala  | Miikka Anttila    | Toyota Yaris WRC      | Toyota Gazoo Racing WRT | WRC             | 3h31'51"0 | +11'28"2 | 6        |
| 8.        | 24       | Jan Kopecký         | Pavel Dresler     | Škoda Fabia R5 Evo    | Škoda Motorsport        | RC2 / WRC-2 Pro | 3h32'04"7 | +11'41"9 | 4        |
| 9.        | 51       | Pierre-Louis Loubet | Vincent Landais   | Škoda Fabia R5        | -                       | RC2 / WRC-2     | 3h33'09"1 | +12'46"3 | 2        |
| 10.       | 47       | Emil Bergkvist      | Patrik Barth      | Ford Fiesta R5        | -                       | RC2 / WRC-2     | 3h34'51"2 | +14'28"4 | 1        |
| ...       | ...      | ...                 | ...               | ...                   | ...                     | ...             | ...       | ...      | ...      |
| 23.       | 6        | Dani Sordo          | Carlos del Barrio | Hyundai i20 Coupe WRC | Hyundai Shell Mobis WRT | WRC             | 3h47'47"6 | +27'24"8 | 1        |
| WRC-2 Pro |          |                     |                   |                       |                         |                 |           |          |          |
| 1. (6.)   | 23       | Kalle Rovanperä     | Jonne Halttunen   | Škoda Fabia R5 Evo    | Škoda Motorsport        | RC2 / WRC-2 Pro | 3h30'57"0 |          | 25       |
| 2. (8.)   | 24       | Jan Kopecký         | Pavel Dresler     | Škoda Fabia R5 Evo    | Škoda Motorsport        | RC2 / WRC-2 Pro | 3h32'04"7 | +1'07"7  | 18       |
| 3. (24.)  | 21       | Mads Østberg        | Torstein Eriksen  | Citroën C3 R5         | Citroën Total           | RC2 / WRC-2 Pro | 3h50'05"6 | +19'08"6 | 15       |
| 4. (27.)  | 22       | Łukasz Pieniążek    | Jakub Gerber      | Ford Fiesta R5        | M-Sport Ford WRT        | RC2 / WRC-2 Pro | 4h01'52"1 | +30'55"1 | 12       |
| WRC-2     |          |                     |                   |                       |                         |                 |           |          |          |
| 1. (9.)   | 51       | Pierre-Louis Loubet | Vincent Landais   | Škoda Fabia R5        | -                       | RC2 / WRC-2     | 3h33'09"1 |          | 25       |
| 2. (10.)  | 47       | Emil Bergkvist      | Patrik Barth      | Ford Fiesta R5        | -                       | RC2 / WRC-2     | 3h34'51"2 | +1'42"1  | 18       |
| 3. (11.)  | 49       | Henning Solberg     | Ilka Minor        | Škoda Fabia R5        | -                       | RC2 / WRC-2     | 3h35'17"3 | +2'08"2  | 15       |
| 4. (12.)  | 56       | Eerik Pietarinen    | Juhana Raitanen   | Škoda Fabia R5        | -                       | RC2 / WRC-2     | 3h35'32"6 | +2'23"5  | 12       |
| 5. (13.)  | 45       | Nikolaj Grjazin     | Jaroslav Fëdorov  | Škoda Fabia R5        | -                       | RC2 / WRC-2     | 3h35'33"4 | +2'24"3  | 10       |
| 6. (14.)  | 41       | Benito Guerra       | Jaime Zapata      | Škoda Fabia R5        | -                       | RC2 / WRC-2     | 3h36'31"9 | +3'22"8  | 8        |
| 7. (15.)  | 46       | Alberto Heller      | José Luis Díaz    | Ford Fiesta R5        | -                       | RC2 / WRC-2     | 3h38'03"5 | +4'54"4  | 6        |
| 8. (16.)  | 55       | Armindo Araújo      | Luis Ramalho      | Hyundai i20 R5        | -                       | RC2 / WRC-2     | 3h39'00"2 | +5'51"1  | 4        |
| 9. (17.)  | 48       | Guillaume de Mevius | Martijn Wydaeghe  | Citroën C3 R5         | -                       | RC2 / WRC-2     | 3h39'50"0 | +6'40"9  | 2        |
| 10. (18.) | 53       | Simone Tempestini   | Sergiu Itu        | Hyundai i20 R5        | -                       | RC2 / WRC-2     | 3h40'15"5 | +7'06"4  | 1        |

| Principali ritiri | Principali ritiri | Principali ritiri | Principali ritiri  | Principali ritiri     | Principali ritiri       | Principali ritiri | Principali ritiri       | Principali ritiri |
| PS                | Nº                | Pilota            | Copilota           | Auto                  | Squadra                 | Classe            | Causa                   | Pos.              |
| ----------------- | ----------------- | ----------------- | ------------------ | --------------------- | ----------------------- | ----------------- | ----------------------- | ----------------- |
| PS 18             | 4                 | Esapekka Lappi    | Janne Ferm         | Citroën C3 WRC        | Citroën Total WRT       | WRC               | Sospensione danneggiata | 6º                |
| PS 20             | 5                 | Kris Meeke        | Sebastian Marshall | Toyota Yaris WRC      | Toyota Gazoo Racing WRT | WRC               | Ruota danneggiata       | 3º                |
| PS 20             | 19                | Sébastien Loeb    | Daniel Elena       | Hyundai i20 Coupe WRC | Hyundai Shell Mobis WRT | WRC               | Ruota danneggiata       | 22º               |
| PS 20             | 44                | Gus Greensmith    | Elliott Edmondson  | Ford Fiesta WRC       | M-Sport Ford WRT        | WRC               | Incidente               | 11º               |

Legenda
| Icona     | Note                                                                                 |
| --------- | ------------------------------------------------------------------------------------ |
| WRC       | Equipaggio di classe WRC che può conquistare punti per il campionato costruttori     |
| WRC       | Equipaggio di classe WRC che non può conquistare punti per il campionato costruttori |
| WRC-2 Pro | Equipaggio registrato al campionato WRC-2 Pro                                        |
| WRC-2     | Equipaggio registrato al campionato WRC-2                                            |
| JWRC      | Equipaggio registrato al campionato Junior WRC                                       |
|           | Ulteriori classificazioni                                                            |

### Prove speciali
| Frazione            | Prova | Ora   | Nome                  | Lunghezza | Vincitori                         | Tempo   | Leader del rally             |
| ------------------- | ----- | ----- | --------------------- | --------- | --------------------------------- | ------- | ---------------------------- |
| Frazione 1 (31 Mag) | PS1   | 09:48 | Lousã 1               | 12,35 km  | Dani Sordo Carlos del Barrio      | 9'06"9  | Dani Sordo Carlos del Barrio |
| Frazione 1 (31 Mag) | PS2   | 10:32 | Góis 1                | 18,78 km  | Ott Tänak Martin Järveoja         | 12'19"7 | Dani Sordo Carlos del Barrio |
| Frazione 1 (31 Mag) | PS3   | 11:20 | Arganil 1             | 14,44 km  | Ott Tänak Martin Järveoja         | 9'00"0  | Ott Tänak Martin Järveoja    |
| Frazione 1 (31 Mag) | PS4   | 13:51 | Lousã 2               | 12,35 km  | Dani Sordo Carlos del Barrio      | 8'59"2  | Ott Tänak Martin Järveoja    |
| Frazione 1 (31 Mag) | PS5   | 14:35 | Góis 2                | 18,78 km  | Teemu Suninen Marko Salminen      | 12'13"2 | Ott Tänak Martin Järveoja    |
| Frazione 1 (31 Mag) | PS6   | 15:23 | Arganil 2             | 14,44 km  | Thierry Neuville Nicolas Gilsoul  | 8'58"5  | Ott Tänak Martin Järveoja    |
| Frazione 1 (31 Mag) | PS7   | 19:03 | SSS Lousada           | 3,36 km   | Thierry Neuville Nicolas Gilsoul  | 2'35"5  | Ott Tänak Martin Järveoja    |
| Frazione 2 (1º Giu) | PS8   | 08:38 | Vieira do Minho 1     | 20,53 km  | Kris Meeke Sebastian Marshall     | 12'59"3 | Ott Tänak Martin Järveoja    |
| Frazione 2 (1º Giu) | PS9   | 09:31 | Cabeceiras de Basto 1 | 22,22 km  | Jari-Matti Latvala Miikka Anttila | 13'42"9 | Ott Tänak Martin Järveoja    |
| Frazione 2 (1º Giu) | PS10  | 10:47 | Amarante 1            | 37,60 km  | Jari-Matti Latvala Miikka Anttila | 25'10"4 | Ott Tänak Martin Järveoja    |
| Frazione 2 (1º Giu) | PS11  | 15:08 | Vieira do Minho 2     | 20,53 km  | Ott Tänak Martin Järveoja         | 12'51"5 | Ott Tänak Martin Järveoja    |
| Frazione 2 (1º Giu) | PS12  | 16:01 | Cabeceiras de Basto 2 | 22,22 km  | Thierry Neuville Nicolas Gilsoul  | 13'35"9 | Ott Tänak Martin Järveoja    |
| Frazione 2 (1º Giu) | PS13  | 17:17 | Amarante 2            | 37,60 km  | Thierry Neuville Nicolas Gilsoul  | 25'02"2 | Ott Tänak Martin Järveoja    |
| Frazione 3 (2 Giu)  | PS14  | 08:25 | Montim 1              | 8,76 km   | Kris Meeke Sebastian Marshall     | 5'49"1  | Ott Tänak Martin Järveoja    |
| Frazione 3 (2 Giu)  | PS15  | 09:08 | Fafe 1                | 11,18 km  | Ott Tänak Martin Järveoja         | 6'38"6  | Ott Tänak Martin Järveoja    |
| Frazione 3 (2 Giu)  | PS16  | 09:49 | Luílhas               | 11,89 km  | Ott Tänak Martin Järveoja         | 8'05"7  | Ott Tänak Martin Järveoja    |
| Frazione 3 (2 Giu)  | PS17  | 10:35 | Montim 2              | 8,76 km   | Thierry Neuville Nicolas Gilsoul  | 5'46"3  | Ott Tänak Martin Järveoja    |
| Frazione 3 (2 Giu)  | PS18  | 12:18 | Fafe 2 (power stage)  | 11,18 km  | Sébastien Ogier Julien Ingrassia  | 6'35"0  | Ott Tänak Martin Järveoja    |

### Power stage
PS18: Fafe 2 di 11,18 km, disputatasi domenica 2 giugno 2019 alle ore 12:18 (UTC+0).
| Pos. | No. | Pilota           | Co-pilota         | Auto                  | Classe | Tempo  | Distacco | Punti |
| ---- | --- | ---------------- | ----------------- | --------------------- | ------ | ------ | -------- | ----- |
| 1    | 1   | Sébastien Ogier  | Julien Ingrassia  | Citroën C3 WRC        | WRC    | 6'35"0 |          | 5     |
| 2    | 11  | Thierry Neuville | Nicolas Gilsoul   | Hyundai i20 Coupe WRC | WRC    | 6'35"9 | +0"9     | 4     |
| 3    | 8   | Ott Tänak        | Martin Järveoja   | Toyota Yaris WRC      | WRC    | 6'36"6 | +1"6     | 3     |
| 4    | 3   | Teemu Suninen    | Marko Salminen    | Ford Fiesta WRC       | WRC    | 6'39"0 | +4"0     | 2     |
| 5    | 6   | Dani Sordo       | Carlos del Barrio | Hyundai i20 Coupe WRC | WRC    | 6'40"1 | +5"1     | 1     |

## Classifiche mondiali
Classifica piloti
| Pos. | Pos. | Pilota                  | Punti |
| ---- | ---- | ----------------------- | ----- |
| 1    |      | Sébastien Ogier         | 142   |
| 2    |      | Ott Tänak               | 140   |
| 3    |      | Thierry Neuville        | 132   |
| 4    | 1    | Elfyn Evans             | 65    |
| 5    | 1    | Kris Meeke              | 56    |
| 6    | 4    | Teemu Suninen           | 44    |
| 7    | 1    | Sébastien Loeb          | 39    |
| 8    | 1    | Jari-Matti Latvala      | 38    |
| 9    | 2    | Andreas Mikkelsen       | 36    |
| 10   | 2    | Esapekka Lappi          | 34    |
| 11   |      | Dani Sordo              | 27    |
| 12   | 3    | Kalle Rovanperä         | 12    |
| 13   | 1    | Benito Guerra           | 8     |
| 14   | 1    | Gus Greensmith          | 6     |
| 15   | 1    | Marco Bulacia Wilkinson | 6     |
| 16   |      | Pontus Tidemand         | 4     |
| 17   |      | Yoann Bonato            | 4     |
| 18   | N    | Jan Kopecký             | 4     |
| 19   | 1    | Mads Østberg            | 4     |
| 20   | 1    | Ole Christian Veiby     | 2     |
| 21   | N    | Pierre-Louis Loubet     | 2     |
| 22   | 2    | Stéphane Sarrazin       | 2     |
| 23   | N    | Emil Bergkvist          | 1     |
| 24   | 3    | Pedro Heller            | 1     |
| 25   | 3    | Adrien Fourmaux         | 1     |
| 26   | 3    | Janne Tuohino           | 1     |
| 26   | 3    | Ricardo Triviño         | 1     |

Classifica co-piloti
| Pos. | Pos. | Co-pilota              | Punti |
| ---- | ---- | ---------------------- | ----- |
| 1    |      | Julien Ingrassia       | 142   |
| 2    |      | Martin Järveoja        | 140   |
| 3    |      | Nicolas Gilsoul        | 132   |
| 4    | 1    | Scott Martin           | 65    |
| 5    | 1    | Sebastian Marshall     | 56    |
| 6    | 4    | Marko Salminen         | 44    |
| 7    | 1    | Daniel Elena           | 39    |
| 8    | 1    | Miikka Anttila         | 38    |
| 9    | 2    | Anders Jæger           | 36    |
| 10   | 2    | Janne Ferm             | 34    |
| 11   |      | Carlos del Barrio      | 27    |
| 12   | 3    | Jonne Halttunen        | 12    |
| 13   | 1    | Jaime Zapata           | 8     |
| 14   | 1    | Elliott Edmondson      | 6     |
| 15   | 1    | Fabian Cretu           | 6     |
| 16   |      | Ola Fløene             | 4     |
| 17   |      | Benjamin Boulloud      | 4     |
| 18   | N    | Pavel Dresler          | 4     |
| 19   | 1    | Torstein Eriksen       | 4     |
| 20   | 1    | Jonas Andersson        | 2     |
| 21   | N    | Vincent Landais        | 2     |
| 22   | 2    | Jacques-Julien Renucci | 2     |
| 23   | 2    | Marc Martí             | 2     |
| 24   | N    | Patrik Barth           | 1     |
| 25   | 3    | Renaud Jamoul          | 1     |
| 26   | 3    | Mikko Markkula         | 1     |

Classifica costruttori WRC
| Pos. | Pos. | Squadra                 | Punti |
| ---- | ---- | ----------------------- | ----- |
| 1    |      | Hyundai Shell Mobis WRT | 202   |
| 2    |      | Toyota Gazoo Racing WRT | 182   |
| 3    |      | Citroën Total WRT       | 158   |
| 4    |      | M-Sport Ford WRT        | 122   |